# المتحف الوطني لساعات اليد والحائط
المتحف الوطني لساعات اليد والحائط (بالإنجليزية: National Watch and Clock Museum)‏ أو (NWCM)، الواقع في كولومبيا، بنسلفانيا، هو واحد من المتاحف القليلة جدًا في الولايات المتحدة المخصصة فقط لعلم الساعات، وهو تاريخ وعلم وفن ضبط الوقت وأجهزة ضبط الوقت.

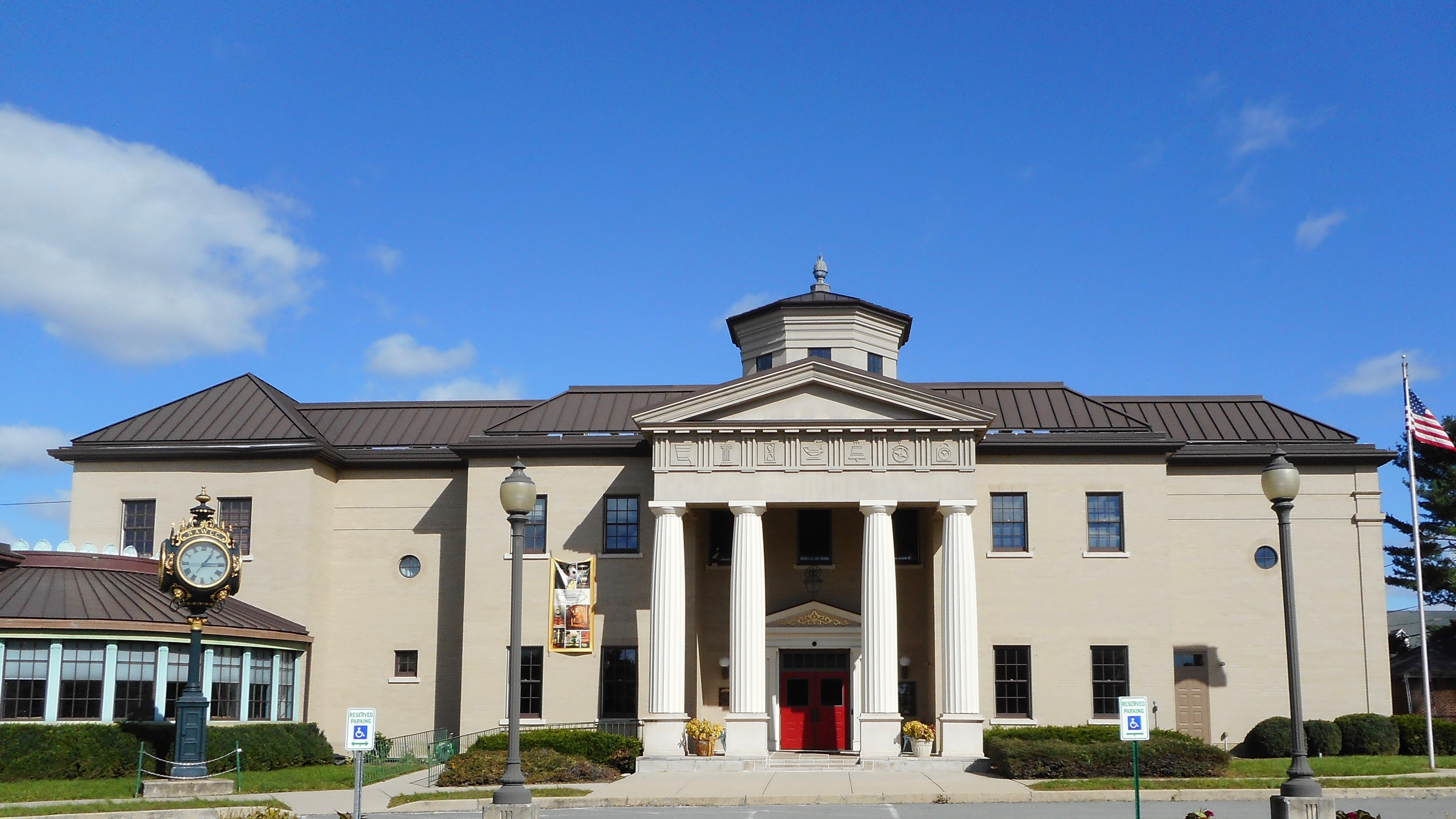
المتحف الساعة الوطني والمكتبة ومركز الأبحاث ومكاتب الرابطة الوطنية لجامعي ساعات اليد والحائط

 مثل مؤسستها الفرعية، الرابطة الوطنية لهواة جمع ساعات اليد والحائط، ومركز الأبحاث، يُشغَّل المتحف الوطني لساعات اليد والحائط من قبل الرابطة الوطنية لجامعي الساعات (NAWCC)، وهي منظمة غير ربحية تضم حوالي 21000 عضو ومهمة تعليمية.

## التاريخ

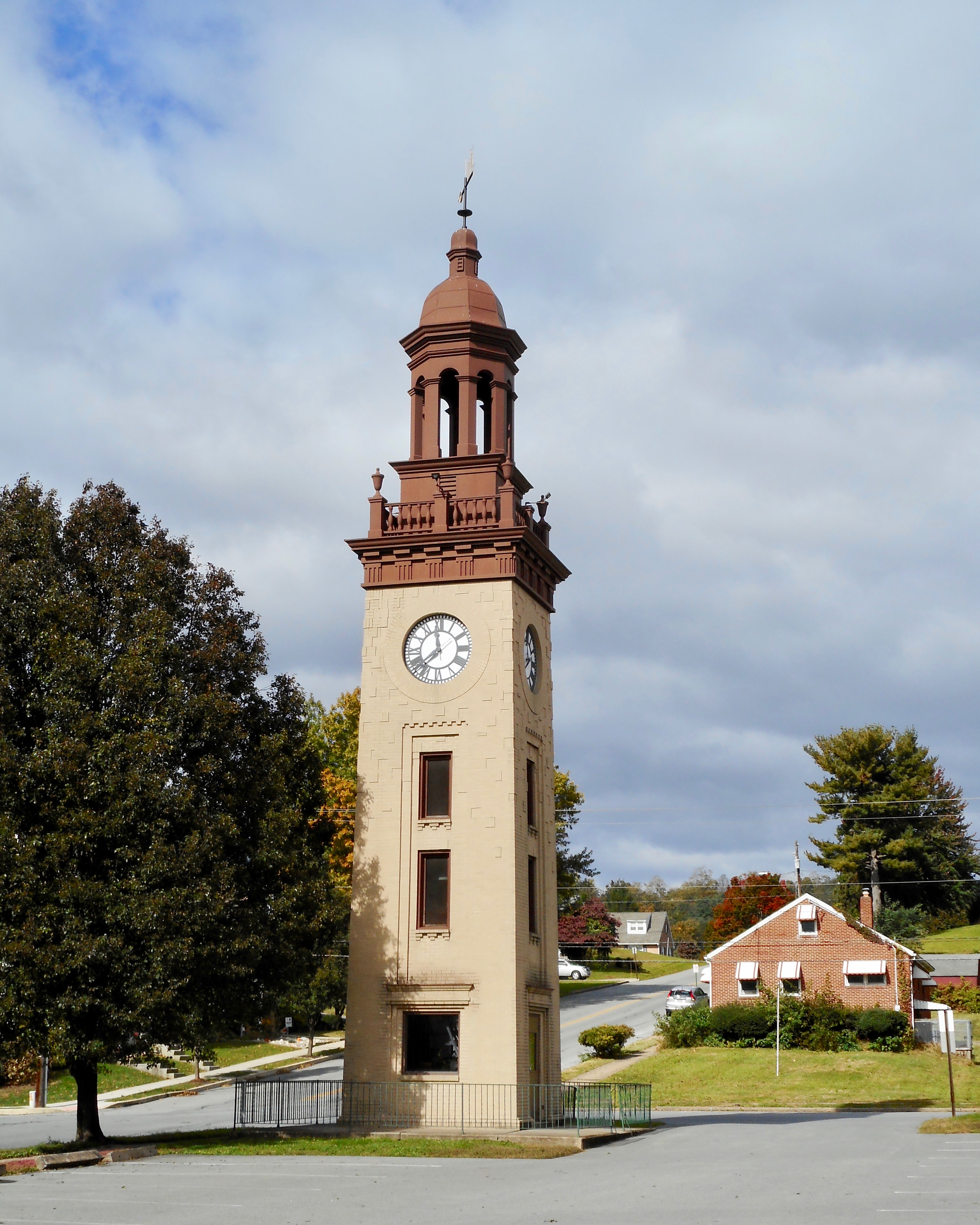
برج الساعة

تأسس المتحف الوطني لساعات اليد والحائط في عام 1977، من قبل الرابطة الوطنية لهواة جمع ساعات اليد والحائط وبمرور الوقت جمع مجموعة كبيرة من المصنوعات اليدوية في صناعة الساعات، خاصة الساعات الید وساعات الحائط، ولكن أيضًا الأدوات والآلات والأشياء ذات الصلة، وأصبحت مؤسسة مهمة في مجالها.

## المعارض

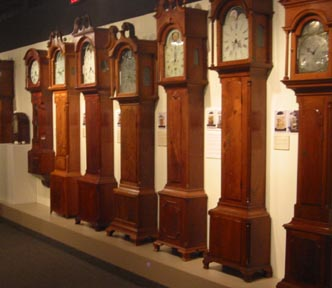
ساعات الحائط کبیرة

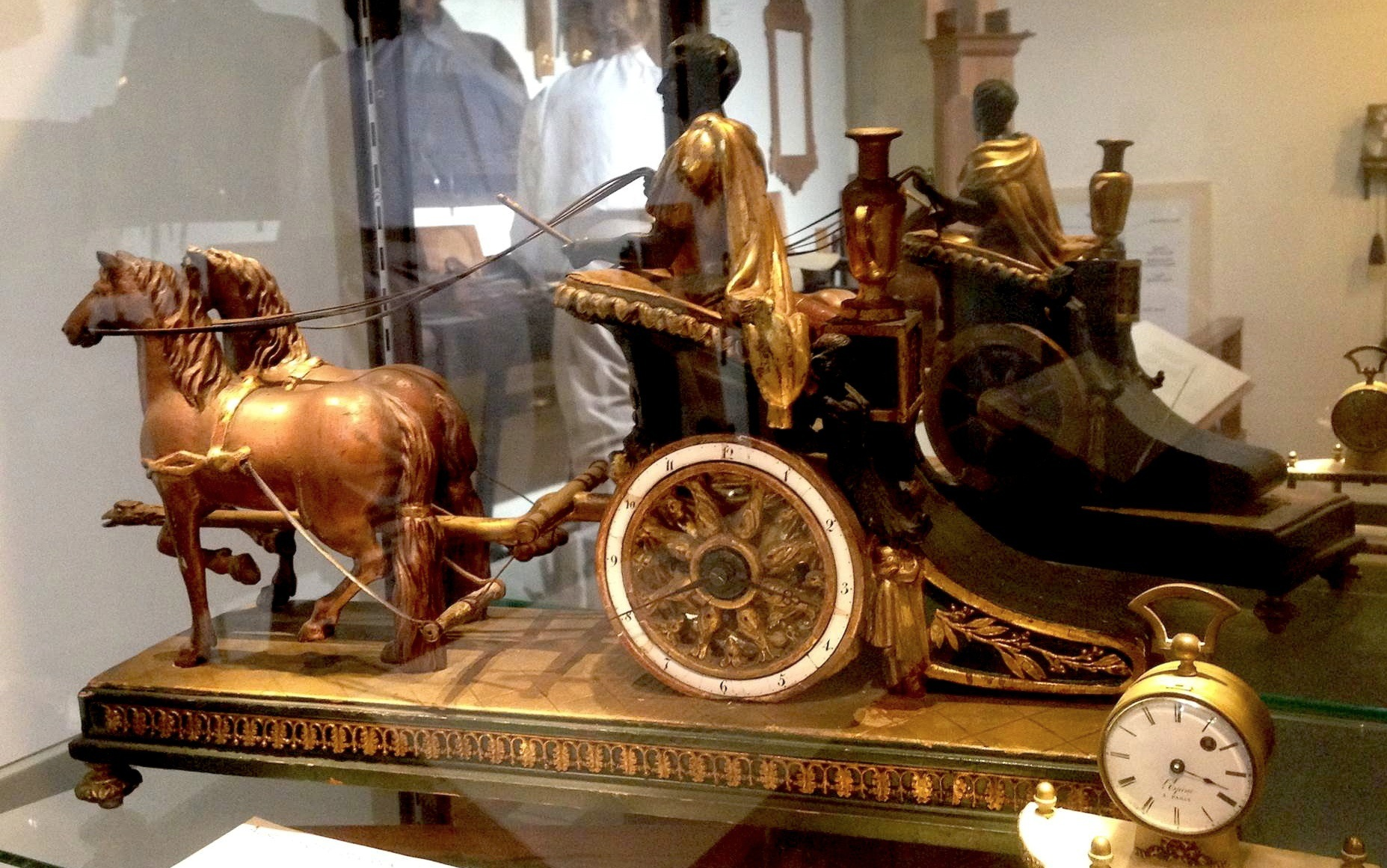
ساعة عربة نمساوية نادرة.

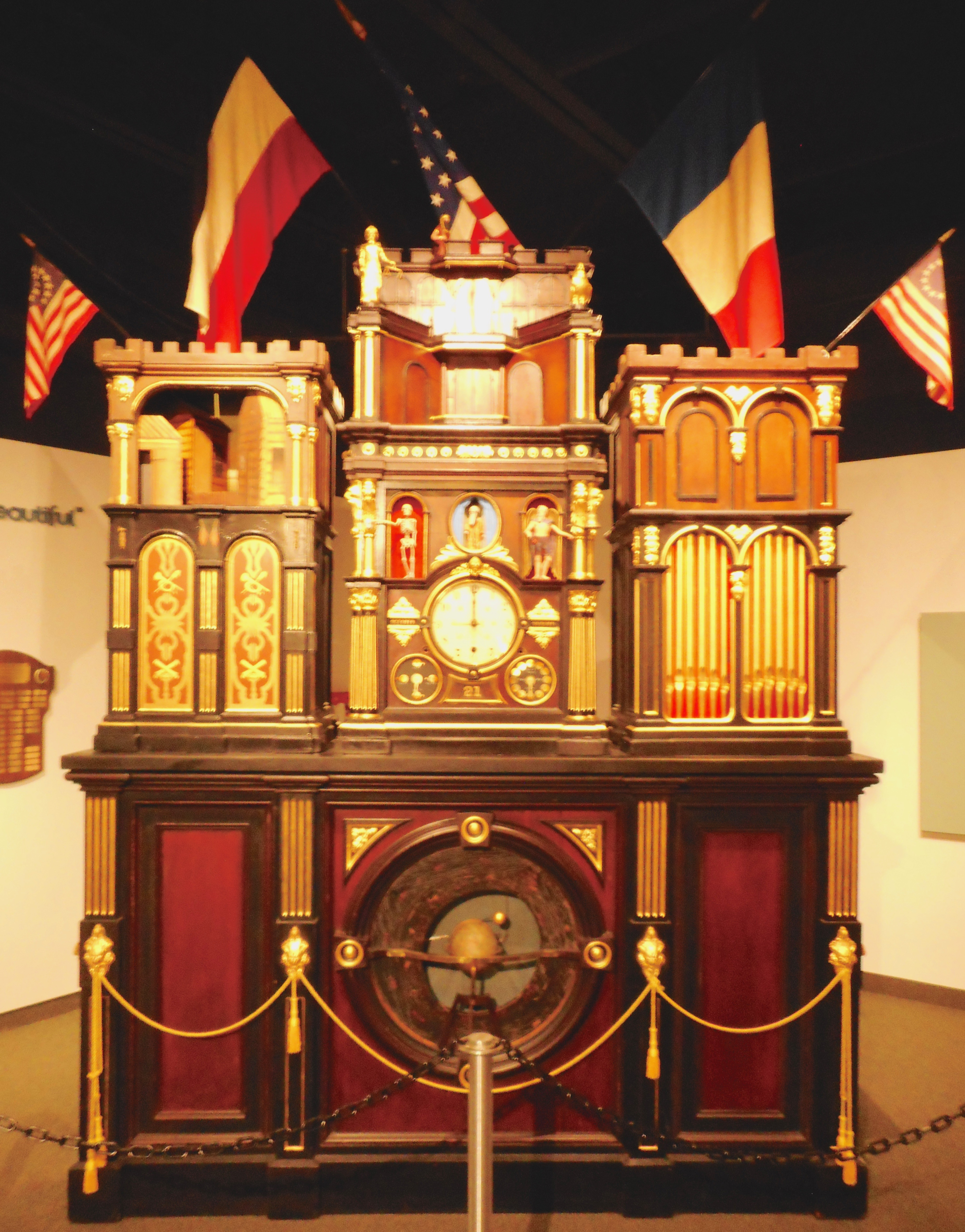
ساعة إنجل الضخمة

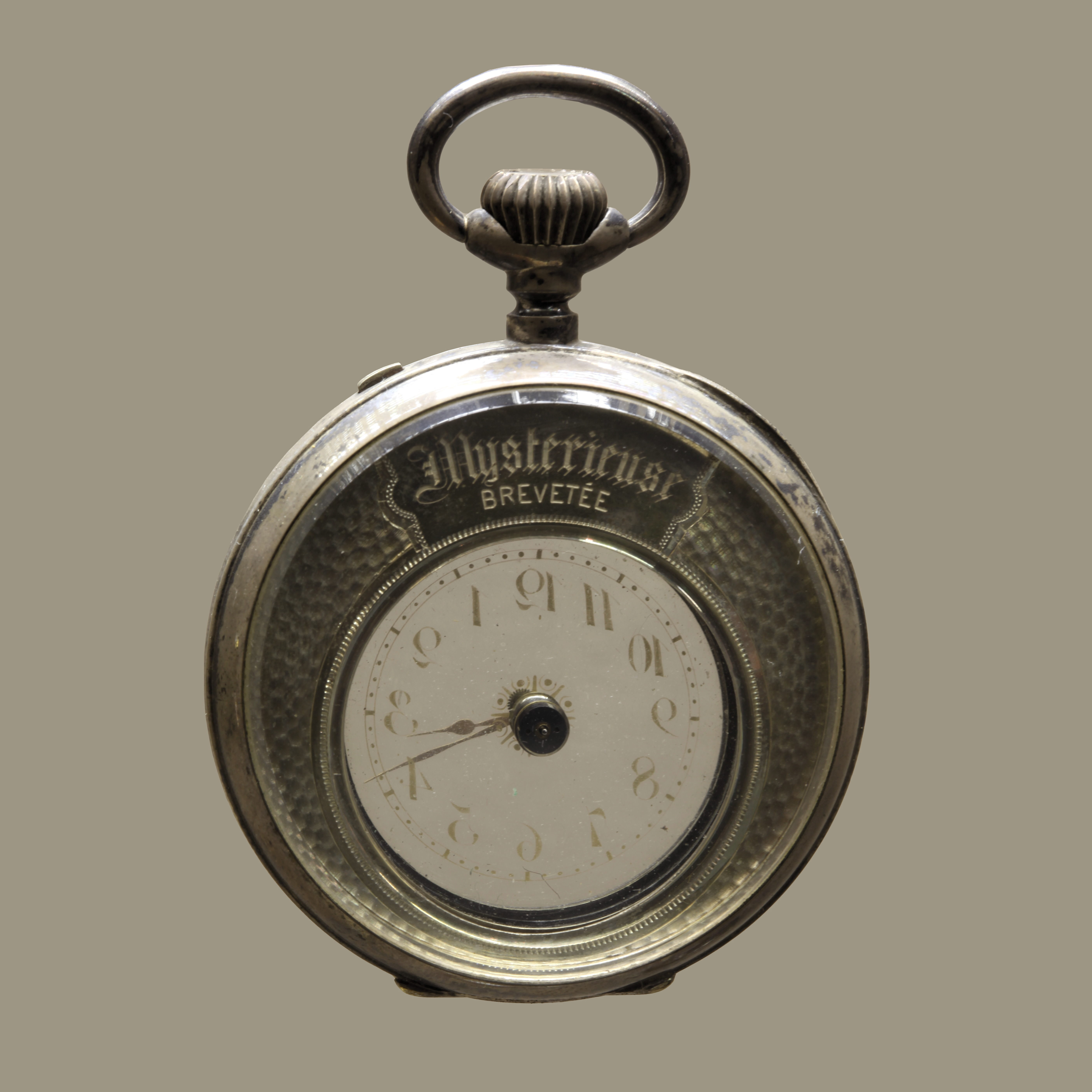
" ساعة غامضة " معروضة في متحف الفن والتاريخ (نوشاتيل) ، تمتلك المتحف الوطني لساعات اليد والحائط هذا النموذج أيضًا في مجموعتها.

## وصلات خارجية
- NWCM في Fondation Haute Horlogerie (Foundation High Horlogerie)
- Smithsonian.com